# Rudolf Suter (Politiker)

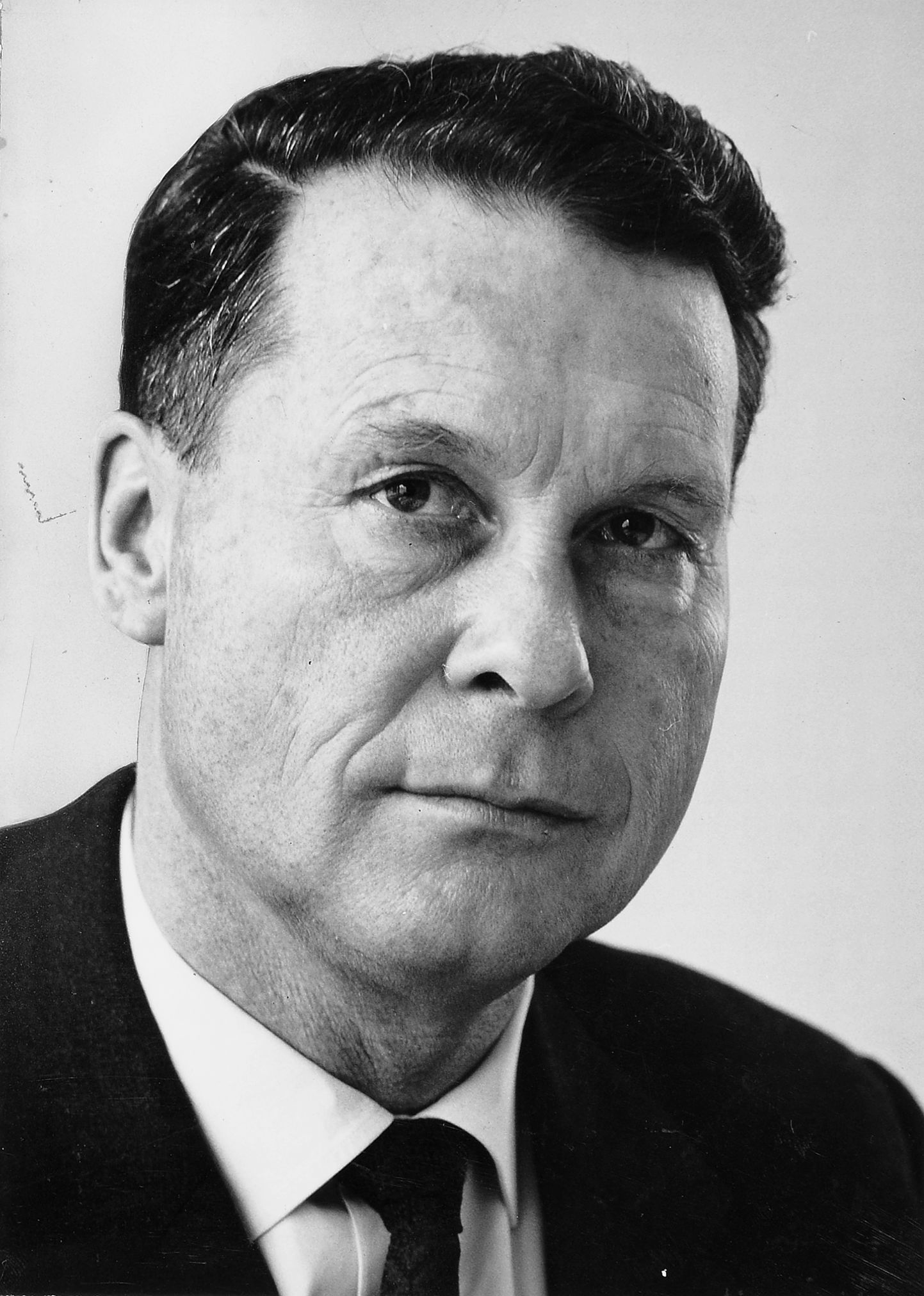
Porträt Rudolf Suter, Präsident Verwaltungsdelegation MGB, Nationalrat

Rudolf Suter (* 18. März 1914 in Küsnacht; † 7. März 2011 in Zürich; heimatberechtigt in Basel und Aesch bei Birmensdorf) war ein Schweizer Politiker (LdU) und Vorstandsvorsitzender des Migros-Genossenschafts-Bundes.

## Leben
Rudolf Suter wuchs in der Nähe von Küsnacht auf. Seine Mutter war eine Schwester von Gottlieb Duttweiler. Er durfte schon im Alter von 13 Jahren das Auto von Duttweiler alleine fahren. Er besuchte eine Handelsschule in Zürich und arbeitete an freien Nachmittagen als Verkäufer in den Verkaufswagen der Migros. Nach zweijährigem Besuch der Schule erkrankte Suter und unterbrach den Schulbesuch. Duttweiler riet ihm diesen nicht wieder aufzunehmen und stattdessen eine kaufmännische Lehre zu beginnen. Ab dem 1. August 1930 begann er als Lehrling bei der Migros. Er schloss die Lehre nicht ab und wechselte im August 1932 mit dem Einverständnis von Duttweiler als Fremdsprachenkorrespondent zu einer Firma in Ponte San Pietro in Norditalien. Im Oktober 1935 wurde er von Duttweiler nach Catania (Sizilien) geschickt, um dort Orangen einzukaufen. Er arbeitete dort einige Monate, bevor er für einige Monate in Cavaillon im Ein- und Verkauf sowie im Lager tätig war.
Nach seiner Rückkehr in die Schweiz absolvierte Suter seinen Militärdienst bei der Schweizer Armee einschliesslich der Offiziersschule. Zwischen den Militärdiensten arbeitete er in verschiedenen Abteilungen der Migros und hielt sich zur weiteren Verbesserung seiner Sprachkenntnisse für drei Monate in England auf. Da Duttweiler auch wegen der in Deutschland herrschenden NS-Diktatur eine starke Armee befürwortete, glaubte Suter, dass seine spätere Karriere bei Migros durch seine militärischen Leistungen stark gefördert wurde.
Zwischen 1937 und 1939 leitete er die Genossenschaft In Memoriam Bider/Mittelholzer/Zimmermann. Die nach den Flugpionieren Oskar Bider, Walter Mittelholzer und Balz Zimmermann benannte Genossenschaft besass in der kurzen Zeit ihres Bestehens neben Segelflugzeugen auch drei Motorflugzeuge. 1938 heiratete Suter.
Rudolf Suter sollte 1939 die Leitung der Migros Tessin übernehmen. Im August des Jahres wurde er zu einer Wehrübung einberufen, die sich durch die Generalmobilmachung wegen des Zweiten Weltkriegs bis zum 10. Juli 1940 verlängerte. Er war im Einsatz als Jagdflieger der Fliegerstaffel 15, welche im Juni 1940 mehrmals in Luftkämpfe mit deutschen Kriegsflugzeugen auf der Schweizer Seite des Jura verwickelt war. In den Pausen zwischen dem Aktivdienst war er bei der Genossenschaft Migros Basel beschäftigt, die er zeitweise allein leitete. Während seiner Vorstandsleitung wurde die Zahl der Filialen der Genossenschaft Basel von 17 auf 45 erhöht. 1962 wurde er Vorstandsvorsitzender (Eigenbezeichnung der Migros: Präsident der Verwaltungsdelegation) des Migros-Bundes. Dieses Amt hatte er bis zu seinem altersbedingten Ausscheiden auf eigenen Wunsch 1976 inne. Während seiner Zeit als Vorsitzender stieg der Umsatz der Migros von 1288 Millionen Franken auf 5809 Millionen Franken und die Zahl der Mitglieder erhöhte sich von 630 433 auf 1 062 345.
Auf Drängen von Gottlieb Duttweiler liess er sich 1950 auf der Wahlliste des LdU für den Grossen Rat der Stadt Basel aufstellen. Er wurde dort mehrfach gewählt und gehörte diesem bis 1960 an. Nach dem Rücktritt von Arnold Gfeller war er ab 1962 als Nachrücker Nationalrats.
Von 1962 bis 1973 war Suter Präsident des Landesrings der Unabhängigen (LdU) und bis 1979 Nationalrat, gewählt im Kanton Basel-Stadt. Der Neffe von Gottlieb Duttweiler war 1963 dessen Nachfolger als Präsident der Geschäftsführenden Verwaltungsdelegation des Migros-Genossenschafts-Bundes geworden. Zu dieser Zeit reichte er ein Postulat Zum Schutz der kaufenden Bevölkerung vor  Übervorteilung  ein. Von 1962 bis 1976 übernahm Suter die Verantwortung für die Migros-Kulturförderung. Er erteilte Fritz Billeter für die Dauer eines Jahres eine Carte blanche zur Durchführung von Ausstellungen in der Migros-Klubschulgalerie. Hans Heinz Holz kritisierte seine Kulturpolitik heftig.
Von 1962 bis 1993 war er Präsident des Stiftungsrats vom Gottlieb Duttweiler Institut und von der Stiftung «Im Grüene» Rüschlikon, von 1963 bis 1977 hatte er dieselbe Funktion bei der Stiftung für Sprach- und Bildungszentren (Eurocentres).